# 布隆迪工人党
布隆迪工人党（法语：Parti des travailleurs du Burundi）是布隆迪的一个已不存在的共产主义政党。该党成立于1979年8月。它的主要支持者来自于位于邻国卢旺达境内的布隆迪难民营。该党领导人中最著名的一位是后来当选布隆迪首任民选总统的梅尔希奥·恩达达耶。1986年布隆迪工人党解散时，恩达达耶的追随者建立了布隆迪民主阵线（该党目前是社会党国际的咨询成员）。